# Amanti di Valdaro

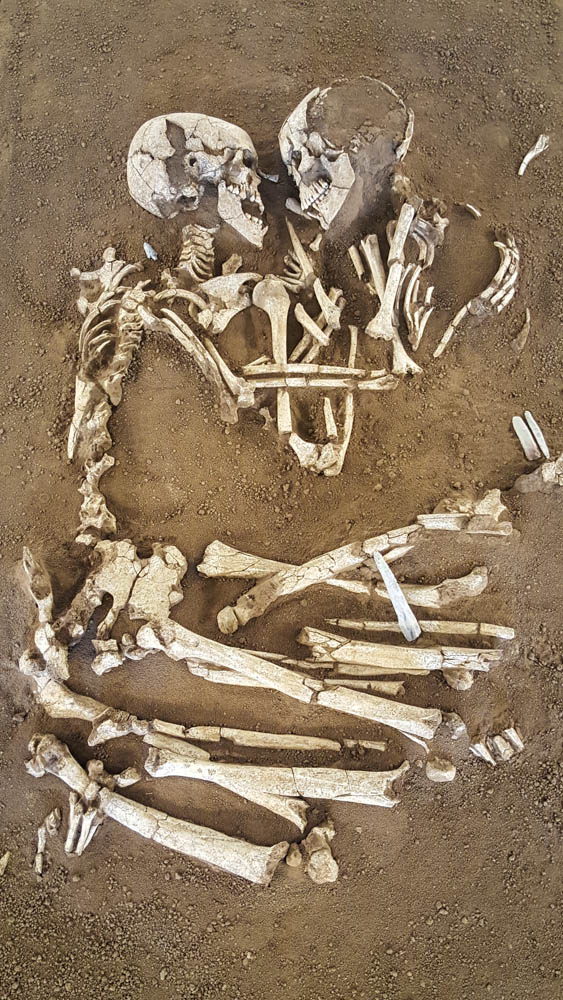
Gli Amanti di Valdaro nel Museo archeologico nazionale di Mantova

Gli Amanti di Valdaro, talvolta chiamati anche Amanti di Mantova, sono due scheletri del neolitico ritrovati presso Valdaro in prossimità di Mantova nel 2007. Il nome dato ai resti umani fu perché i due scheletri sono stati rinvenuti abbracciati tra loro, anche con gli arti inferiori,.

## Storia
Nel febbraio del 2007 la Soprintendenza per i beni archeologici della Lombardia comunicava il ritrovamento di una sepoltura neolitica nell'ambito degli scavi su una villa romana in zona Valdaro nel comune di San Giorgio Bigarello. L'eccezionalità del ritrovamento consisteva nel fatto che i due scheletri rinvenuti erano stati sepolti di fianco, faccia a faccia, incrociandoli in un abbraccio che coinvolgeva anche gli arti inferiori. Si tratta dell'unico esempio di sepoltura doppia (bisoma) in Italia Settentrionale. Le foto dei due scheletri provocarono grande emozione popolare e diedero grande celebrità al ritrovamento. A ciò contribuì anche l'approssimarsi della festa di San Valentino durante la quale su molti media, ovunque nel mondo, furono pubblicate come simbolo d'amore eterno le foto dei due amanti.
Qualche mese dopo in Turchia nella provincia di Diyarbakır venne alla luce un'altra coppia di scheletri sepolti in maniera analoga, togliendo l'alone di unicità.

## Esposizione
Fin dall'inizio si pose con insistenza il problema di dare una collocazione espositiva ai due scheletri anche per incentivare il turismo museale a Mantova sulla scia di quanto avvenne a Bolzano per Ötzi la mummia del Similaun. A varie riprese sono stati esposti eccezionalmente durante eventi celebrativi a Mantova, come ad esempio durante il Festivaletteratura nel 2011. Infine, a sette anni dal ritrovamento, l'11 aprile 2014 sono stati definitivamente esposti all'interno di una teca in cristallo al Museo archeologico nazionale di Mantova. Il giorno dell'inaugurazione è stato presentato un albo a fumetti dal titolo Amanti a Mantova, scritto e illustrato da Giancarlo Malagutti, che sviluppa una delle tante ipotesi romantiche sui due ragazzi sepolti.